# قفسی برای دیوانگان ۳: عروسی
قفسی برای دیوانگان ۳: عروسی (فرانسوی: La cage aux folles 3 - 'Elles' se marient‎) یک فیلم کمدی فرانسوی به کارگردانی ژرژ لوتنر است که در سال ۱۹۸۵ منتشر شد.

## بازیگران
- اوگو تونیاتسی
- میشل سرو
- میشل گالابرو
- استفان اودران
- اومبرتو راهو
- فلورا کارابلا
- بنی لوک
- آنتونلا اینترلنگی